# Патриота, Антонио ди Агиар
Антонио де Агиар Патриота (порт. Antonio de Aguiar Patriota; род. 27 апреля 1954, Рио-де-Жанейро, Бразилия) — бразильский политический деятель и дипломат, министр иностранных дел в 2011—2013 годах.

## Биография

### Образование
Имеет диплом по философии Женевского университета, а также получил второе высшее образование в области международных отношений в Институте Рио-Бранко.

### Карьера
- 1979—1982 — Дипломат в Бразильском Отделении Организации Объединённых Наций
- 1990—1992 — Дипломат в Секретариате внешней политики Министерства иностранных дел
- 1992—1994 — Дипломатический советник Президиума
- 1994—1999 — Дипломатический советник Постоянного представительства Бразилии при Организации Объединённых Наций в Нью-Йорке
- 1999—2003 — Министр на заседании Постоянного представительства Бразилии при Организации Объединённых Наций в Женеве
- 2003—2004 — Секретарь дипломатического планирования Министерства внешних сношений
- 2004—2005 — Руководитель кабинета министров внешних сношений
- 2005—2007 — Заместитель генерального секретаря по политическим вопросам Министерства иностранных дел
- 2007—2009 — Посол Бразилии в США
- 2009—2010 — Генеральный секретарь иностранных дел Бразилии
- 2011—2013 — Министр иностранных дел Бразилии
- 2013—2016 — Постоянный представитель Бразилии в ООН
- 2016—2019 — Посол Бразилии в Италии
- 2019-н.в. — Посол Бразилии в Египте